# Propellerhead Software
Reason Studios (раніше відома як Propellerhead Software) це компанія музичного програмного забезпечення, що базується в Стокгольмі, Швеція, і заснована в 1994 році. Вона виробляє студійну емуляцію Reason.

## Історія
Propellerhead Software була заснована в 1994 році Ернстом Натхорст-Бьосом, Маркусом Цеттерквістом і Пітером Джубелем, які все ще займають чільні посади в компанії. Першим їх випуском був ReCycle, зразок редактора циклу, який міг змінити темп звукового циклу, не впливаючи на його висоту. Експортним середовищем був власний формат REX Propellerhead. ReCycle був запущений спільно з секвенсером і редактором Штейнбергом, який позначався і продавався як супутник Cubase, оскільки він мав можливість використовувати простий спосіб отримати контроль над темпом і часом звукових циклів.
У 1997 році Propellerhead випустив ReBirth RB-338, ступінчастий програмований секвенсор, який імітував класичні інструменти Roland, зазвичай пов'язані з техно: TB-303 Bass Line Synthesizer і барабанними машинами TR-808 та TR-909. Звісно що програмне забезпечення такого рівня стало альтернативою придбанню старих, ненадійних апаратних пристроїв. Корпорація Roland наполягла внести на екран упаковки  ReBirth свої логотипи та знаки; неофіційне схвалення стало стимулом маркетингу для Propellerhead, і вони з тих пір зберігають тісні стосунки з Роландом.
ReWire був розроблений спільно між Propellerhead та Steinberg для використання з їх секвенсором Cubase. Випущений у 1998 році, він забезпечував віртуальне з'єднання аудіо та синхронізації між Cubase та ReBirth. У січні 1999 року протокол був відкритий для загального користування третіми особами без будь-якої ліцензійної плати щоб налагодити зв'язок між різними секвенсерами.
Propellerhead незабаром зосередив свою увагу на своєму новому продукті, програмі Reason. Випущений в 2000 році. Reason — це ціла студійна емуляція, в комплекті з віртуальними кабелями та зображеннями синтезатора, прослуховування зразків та барабанної машини, поряд із програвачем циклу файлів REX, послідовником кроків шаблону та безліччю одиниць ефектів. Ефективність і простота роботи в Reason дає можливість створити стільки примірників кожного пристрою, скільки дозволяють це зробити ресурси кожного окремо взятого комп'ютера. Крім того, Reason має можливість працювати на комп'ютерах середнього спектру, та є надзвичайно конкурентоспроможним в плані якості звуку.  
У травні 2009 року Propellerhead оголосив про новий продукт Record Програма призначена для запису, аранжування та мікшування, Record зроблений за принципом Reason і продовжує традицію емуляції обладнання та стійки.
Record емулює студію звукозапису зі змішувальним столом, стійкою віртуальних інструментів та ефектів та аудіо-секвенсером (подібно до традиційної послідовності MIDI) Він також працює разом з Reason; якщо Record встановлений на комп'ютері з Reason, то модулі від Reason стануть доступними всередині Record.
Випущена 9 вересня 2009 року, Record отримали схвальні відгуки за її стабільність, безперебійну інтеграцію з Reason та якість звуку а також отримала ряд нагород, серед яких Platinum Award Future Music, нагороди «Вибір та виконання» редактора комп'ютерної музики, та премією MusicTech Excellence.
У квітні 2010 року Propellerhead випустив свій перший додаток для мобільних платформ; рімейк їх програмного забезпечення ReBirth RB-338 для Apple iPhone, iPod Touch та iPad. Розроблений разом з ретронімами, — це 100 % порт оригіналу з додатковою функціональністю для спільного використання файлів пісень з іншими користувачами iPhone, масштабування та панорамування.
У липні 2011 року Propellerhead оголосив про плани версії 6, яка включає всі можливості Record 1.5. Це дозволило Propellerhead скасувати запис і створити дві різні версії Reason.
У березні 2012 року Propellerhead анонсував Rack Extensions та магазин Rack Extension, архітектуру програмного забезпечення, яка дозволить стороннім розробникам використовувати власні інструменти та пристрої ефектів всередині Reason. Ця технологія була оголошена разом із Reason 6.5 як безкоштовне оновлення. Розширення Rack буде продаватися в магазині додатків, подібним способом, в якому Apple Inc. продає програми для популярної платформи iOS. Розробники програми Propellerhead Software розробники можуть безкоштовно використовувати власний DSP та існуючий код для розробки інструментів та ефектів для використання в Reason. При покупці розширення Rack розширення відображаються в Reason як вбудований інструмент Reason або модуль ефектів і є прихованими до всіх функцій, які пропонує Reason у своїх природних інструментах та пристроях ефектів.
У квітні 2017 року Propellerhead оголосив про плани підтримки плагінів VST в Reason, починаючи з версії 9.5

### Ім'я
Назва propellerhead походить від пейоративного терміна, який використовується для приниження прихильників наукової фантастики та інших технофілів, які стереотипно намальовані в одязі гвинтокрилих.Компанія не пов'язана з британським музичним ансамблем Big beat Propellerheads.
26 серпня 2019 року Propellerhead оголосив, що змінить свою назву на Reason Studios, щоб ім'я було більш тісно пов'язане з їх основним продуктом: Reason.

## Використання Інтернету
Пропеллерхед з самого початку використовував Інтернет як маркетинговий інструмент і як спосіб забезпечити можливість спілкування зі своєю базою користувачів. Альфа-версія ReBirth була доступна для безкоштовного завантаження на вебсайті Propellerhead у грудні 1996 року, і компанія навіть шукала в Інтернеті активних користувачів TB-303 та надсилала їм електронні листи із запрошеннями спробувати нове програмне забезпечення.
Користувачі форуму завжди був на передньому краї спільноти Propellerhead, з багатьма співробітниками тестували програму кожен день. Дозвіл користувачам робити запити та пропозиції безпосередньо розробникам призвело до першого завантажуваного оновлення ReBirth у 1997 році, і досі зареєстровані користувачі програмного забезпечення Propellerhead можуть завантажувати оновлення та багато іншого додаткового вмісту в Інтернеті. У листопаді 2013 року форуми були закриті на невизначений термін через проблеми безпеки з програмним забезпеченням форуму. 17 грудня вони були відновлені з чотирма новими категоріями форуму: «Новачок», «Розширений користувач», «Розширення Rack» та «Опублікуйте свою музику».
16 січня 2014 року Propellerhead Software оголосив, що закриє 15-річні форуми спільноти Reason, замість цього переклавши онлайн-взаємодію з клієнтами на свої облікові записи в соціальних мережах. Неофіційний новий форум, яким керують користувачі Reason, а не Propellerhead, — це Reason Talk. Хоча він є незалежним форумом, деякі працівники Propellerhead публікують на форумі офіційний бета-тестовий Reason для версії 9.

## Поточні продукти
- Reason
- Reason Essentials / Intro / Lite — версія початкового рівня Reason із меншою кількістю пристроїв
- Reason Suite — повний пакет Reason плюс всі розширення стійок з Reason Studios. Доступний з версії 11.
- ReCycle
- Reason Adapted — скорочена версія Reason, що поширюється у складі різних програмних пакетів
- Figure — додаток для iOS, що використовує певну технологію синтезатора Reason's Thor і барабанної машини Kong. Це дозволяє користувачам складати короткі петлі, малюючи фігури на пристрої з сенсорним екраном.
- Rebirth for iOS — додаток для iOS, який приносить майже всю функціональність настільної версії відміненої ReBirth RB-338.[22]
- Reason Compact — програма для iOS, яка поєднує в собі деякі пристрої від Reason, а саме синтезатор Europa
- Take — додаток для iOS для запису ідей пісні
- Thor — версія додатка для iOS потужного синтезатора, який був представлений у «Reason 4»

### Розширення стійки
- Акустичний гітарист A-List[23]
- Класичний барабанщик A-list[24]
- Акустичний барабан A-list[25]
- A-list Studio Drummer[26]
- Комплексний-1 модульний синтезатор[27]
- Барабанний секвенсор[28]
- Акустична гітаристка A-list[29]
- Шари[30]
- Видання шарів хвилі[31]
- Парсек[32]
- Полярний[33]
- Послідовник PolyStep[34]
- Поп-акорди A-list Електрогітарист[35]
- Електрогітарист A-list A-list[36]
- Оброблені фортепіано[37]
- PX7 FM синтезатор[38]
- Генератор чотирьох нот[39]
- Радикальні ключі[40]
- Набори барабанних наборів[41]
- Причина електричних басів[42]
- Ротор[43]
- Мальовничий гібридний інструмент
- Барабани клубу Umpf[44]
- Ретро-удари Umpf[45]

### Розширення стійок, які тепер включені до Reason
- Аудіоматичний ретро-трансформатор[46] (включено до Reason 9)
- Pulsar — подвійний LFO[47] (включено до Reason 9[48])
- Радикальне фортепіано[49] (включено до «Reason з версії 10»[50])
- Синхронний[51] (включений у Reason з версії 10[50])

### Технології
- REX2
- Remote — протокол зв'язку для використання між контрольними поверхнями та програмними програмами, вперше включений у Reason 3.
- Rack Extensions — програмна платформа, яка дозволяє використовувати інструменти та ефекти, розроблені сторонніми компаніями для використання всередині Reason.

### Reason Поповнення
ReFills звуки, налаштування та конфігурацію інструментів в єдині файли, і це єдиний спосіб масового імпорту додаткових звуків у Reason.
- Reason фортепіано
- Reason барабанні набори
- Reason Soul School
- Reason Electric Bass ReFill
- RDK Vintage Mono ReFill
- ElectroMechanical 2.0 ReFill
- Strings ReFill
- Клавіатури Abbey Road — припинено, розроблено разом із студіями Abbey Road[52]

## Вимкнено продукти
- ReBirth RB-338 — тепер перероблений як додаток для iOS
- Запис (включений у «Причину» від версії 6)
- Europa — реалізація цього синтезатора VST, що був введений у Причині 10. Припинено з Причини 11, оскільки Причина 11 тепер може використовуватися як плагін в інших DAW.
- ReWire — припинено з причини 11, тому що тепер він може використовуватися як плагін в інших DAW